# Murcia (mitología)
Murcia, Murtia, Murtea, Myrtea o Mirtea son los nombres de una divinidad romana primitiva que tenía un templo en el valle situado entre las colinas del Aventino y el Palatino, en Roma. Murcia es más conocida por su asociación con Venus, la diosa romana del amor, con la que fue posteriormente identificada bajo el nombre de Venus Murcia.

## La diosa primitiva

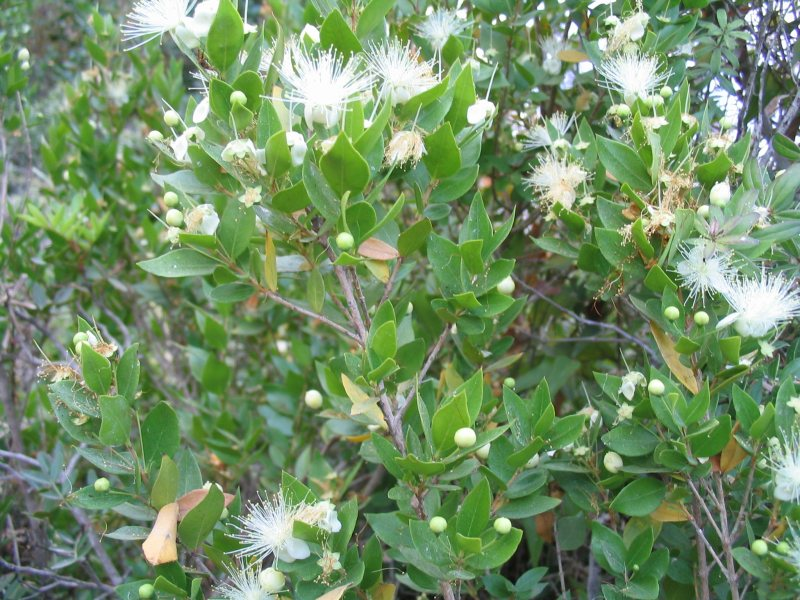
Se cree el nombre de la diosa está relacionado con el latín myrtus, con el significado de mirto.

Originalmente Murcia era una diosa de la mitología romana. De origen desconocido, todo conocimiento sobre su verdadera naturaleza se había perdido ya en la época de la Antigua Roma, aunque se cree que era la diosa romana del mirto.

## Etimología
Los eruditos y anticuarios romanos dieron distintas explicaciones al origen del nombre Murcia. La más popular fue la de Marco Terencio Varrón que relacionaba el nombre con myrtea, derivado del latín myrtus, con el significado de mirto, en la creencia de que el terreno ocupado por su lugar de culto en Roma estaba originalmente poblado por mirtos. Además, se creía que el nombre indicaba la especial relación de la diosa, y posteriormente de Venus, con dicho arbusto.
Algunos autores, fundamentalmente eclesiásticos cristianos, prefirieron derivar el epíteto de murcus, esto es, estúpido o torpe, con el objetivo de desprestigiar el culto pagano. Finalmente otros lo derivan de la palabra siracusana μυκρός, tierno.

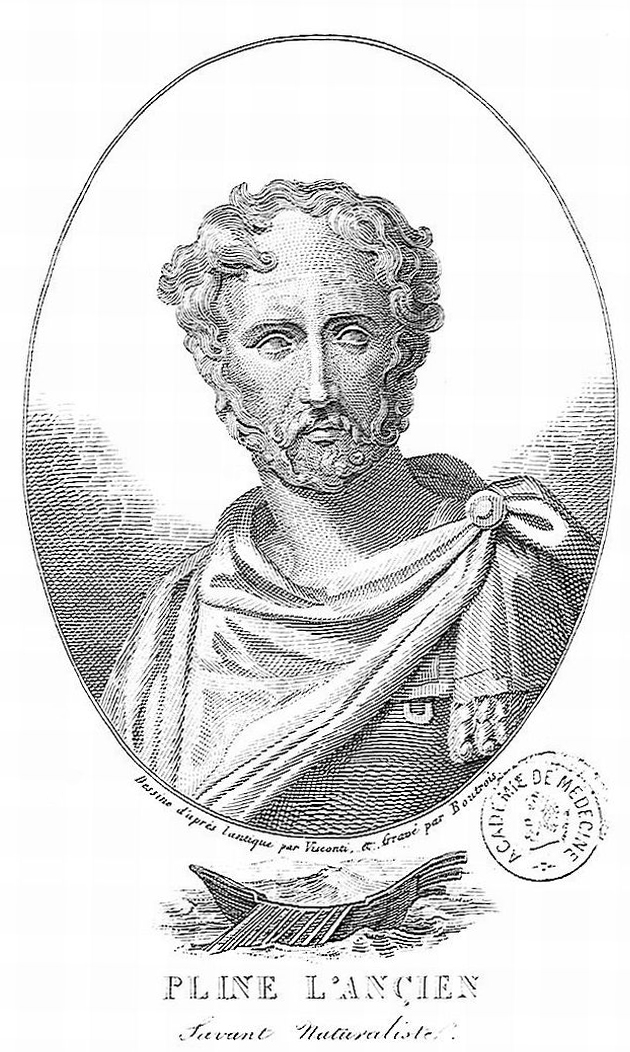
Plinio el Viejo en su Historia Natural, escrita en el de nuestra era, se refiere ya al lugar de culto a Murcia como «altar antiguo».

## El lugar de culto
De acuerdo con Platner y Ashby se llamaba también Murcia al lugar donde se rendía culto a la diosa, situado en el valle entre el Palatino y el Aventino, en Roma. Plinio el Viejo, Mario Servio Honorato y Plutarco señalan que en los tiempos antiguos hubo un bosquecillo de mirtos frente al templo. El lugar donde se rendía culto a la diosa es descrito por diferentes autores clásicos como ara vetus (altar antiguo), sacellum (pequeño templo sin techo), fanum (recinto sagrado) y aedes (pequeño templo que no ha tenido una consagración formal), pero probablemente consistía en un simple altar posteriormente rodeado por un murete.

## Venus Murcia
Murcia estaba muy relacionada, incluso etimológicamente, con el mirto, que por otra parte era también sagrado para Venus. Esta relación hizo que la diosa primitiva fuera identificada con Venus, de modo que Murcia y sus variantes pasaron a ser un epíteto de la diosa del amor, utilizado generalmente para resaltar su relación con el mirto. 
Además del recinto en el circo, Venus Murcia tenía una estatua, que es mencionada en las obras de Tertuliano, Apuleyo, Marco Terencio Varrón y Agustín de Hipona, entre otros.

## Topónimos derivados

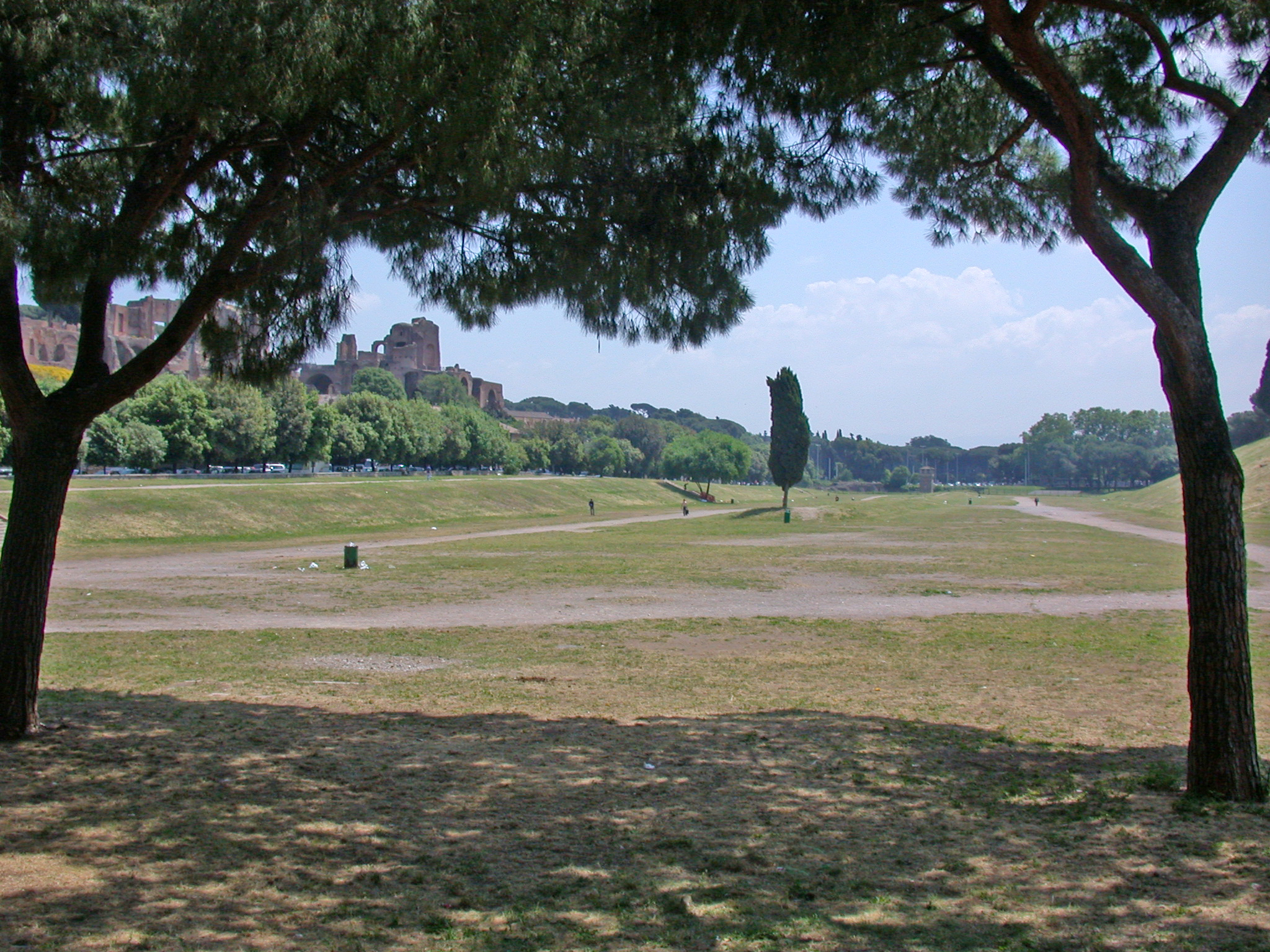
Vista septentrional del Circo Máximo. El lugar de culto dedicado a Murcia quedó incluido en el recinto del circo durante las ampliaciones del mismo.

Las ampliaciones del Circo Máximo fueron ocupando el valle donde se encontraba el lugar de culto, pero el altar fue preservado y quedó incluido en el recinto del circo, en el extremo sudeste de la pista, en la parte más cercana al Aventino. El culto a Venus Murcia, junto con el de otros dioses, prosiguió dentro del recinto del circo. La parte de la pista y la espina cercana al recinto sagrado se denominó metæ Murcia (la meta Murcia), mientras que el lugar mismo aparece mencionado con frecuencia como ad Murciæ (junto a Murcia) y el valle donde estaba enclavado el circo, vallis Murcia o Murciæ  (valle Murcia o de Murcia). El recuerdo de este último topónimo sigue presente en la Roma actual con la Via di Valle Murcia (41°53′07″N 12°29′00″E / 41.8853239, 12.483428) y en el Roseto Comunale di Valle Murcia, una rosaleda convertida en atracción turística, ambos situados en las cercanías del Circo Máximo y, por tanto, cerca del emplazamiento original del recinto sagrado.
Algunos eruditos han propuesto como posible origen del topónimo Murcia aplicado a la ciudad española de ese nombre un hipotético culto antiguo a Murcia o a Venus Murcia en la zona en la que ahora se encuentra la ciudad favorecido por la supuesta abundancia de mirto. El primero en proponerlo fue Francisco Cascales, en sus Discursos históricos de la muy noble y muy leal ciudad de Murcia publicados en 1621.

Agora pues, quando los Romanos llegados á este Lugar, que Plinio dice Murci, vieron la frescura del río, y todas sus riberas cubiertas de murtas (porque no hay tierra en toda España donde con mayor facilidad, y feracidad nazcan) juzgaron asistir en él como lugar particularmente suyo la Venus Murcia, amiga de aguas, y murtas, y así por la gran devoción que la tenían, es cosa muy verisimil, que añadiendo la letra a, la dirían llanamente Murcia.
Francisco Cascales

Aunque el origen del topónimo sigue sin estar claro, la etimología propuesta por Cascales no puede ser descartada.